# Elanus leucurus
Elanus leucurus hay diều đuôi trắng là một loài chim trong họ Accipitridae.
Loài diều này được tìm thấy ở phía tây Bắc Mỹ và một phần của Nam Mỹ.
Loài diều đuôi trắng được mô tả vào năm 1818 bởi nhà thần học người Pháp Louis Jean Pierre Vieillot dưới tên nhị thức Milvus leucurus với loại địa phương là Paraguay. Nay loài này là một trong bốn loài trong chi Elanus được giới thiệu vào năm 1809 bởi nhà động vật học người Pháp Jules-César Savigny. Từ Elanus là từ elanos tiếng Hy Lạp cổ đại nghĩa là "con diều". Từ leucurus biểu tượng cụ thể là từ leukouros tiếng Hy Lạp cổ đại cho "đuôi trắng": leukos là "trắng" và oura là "đuôi". 

## Hình ảnh

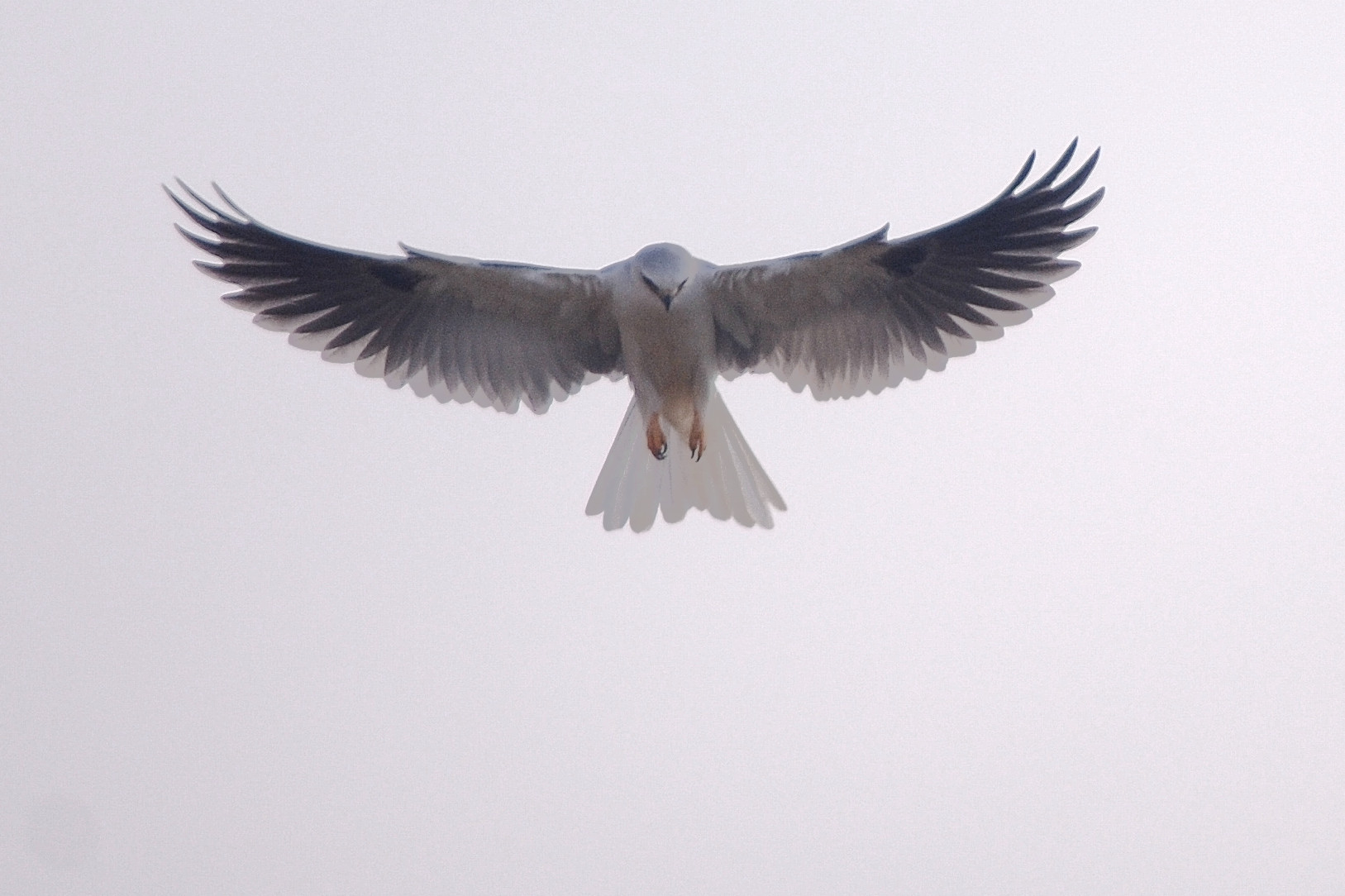
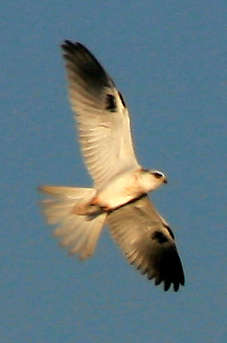
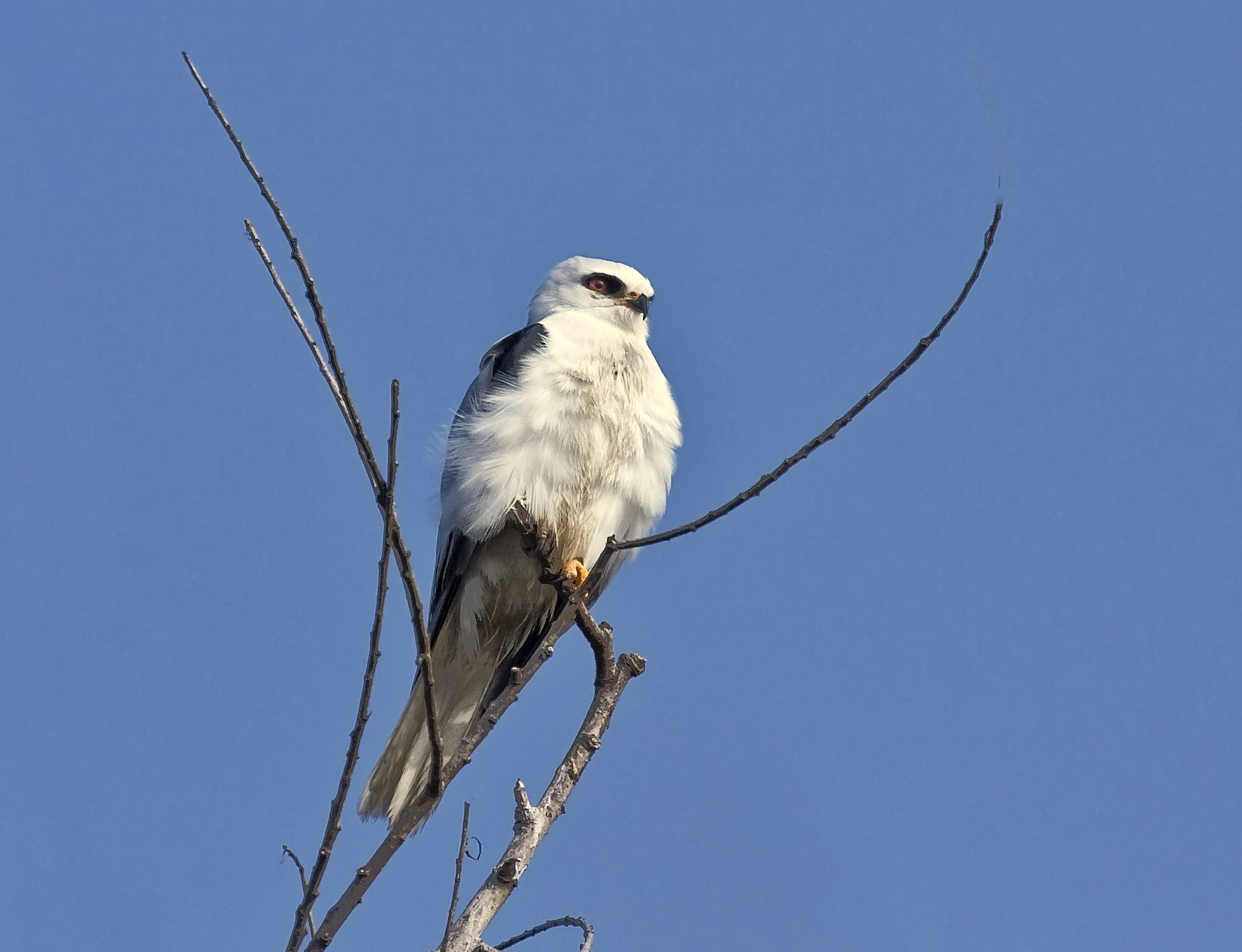
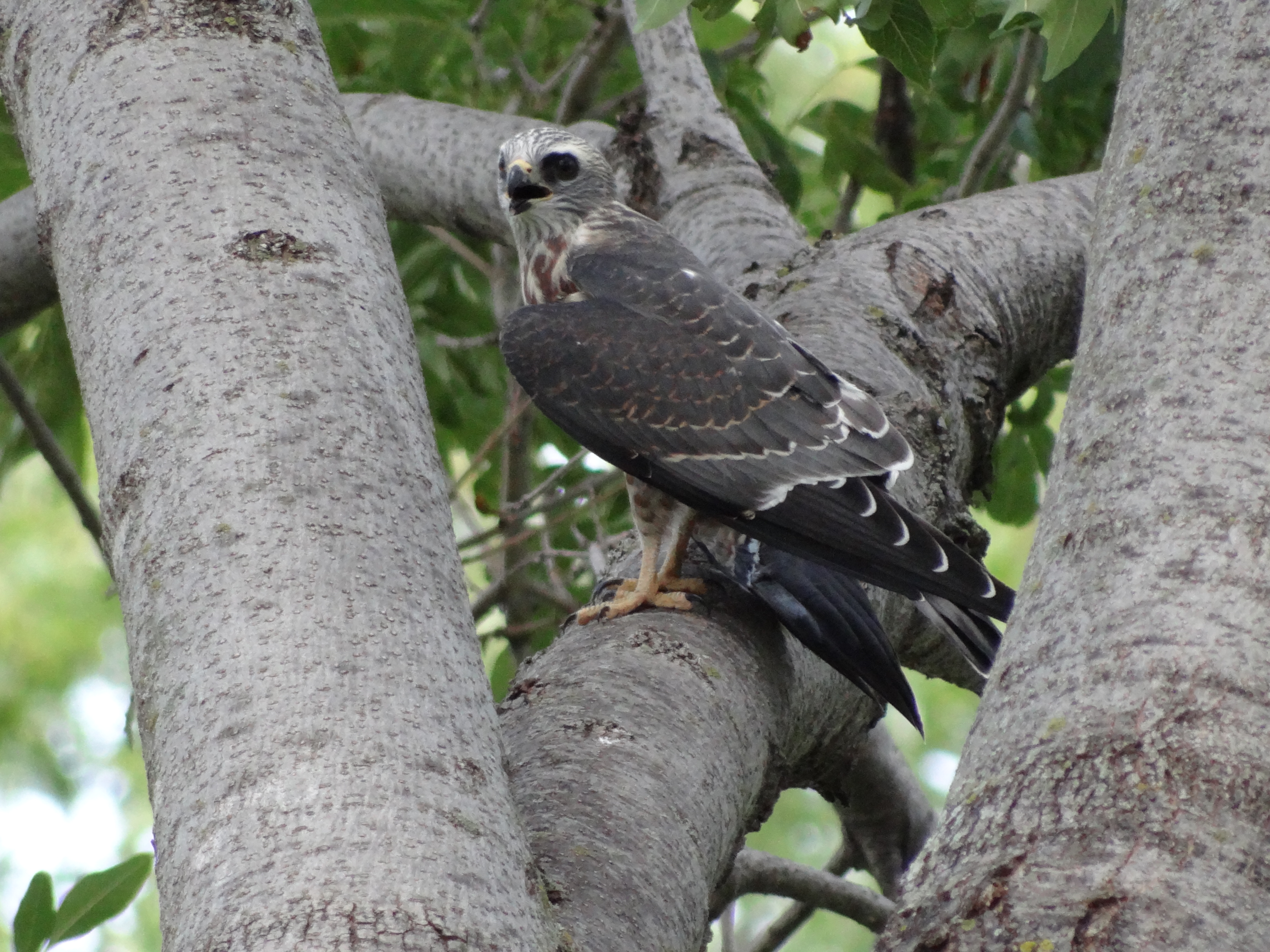